# Myrmecium gounellei
Myrmecium gounellei är en spindelart som beskrevs av Simon 1896. Myrmecium gounellei ingår i släktet Myrmecium och familjen flinkspindlar. Inga underarter finns listade i Catalogue of Life.